# Красная книга Рязанской области
Красная книга Рязанской области — официальный документ, содержащий аннотированный список редких и находящихся под угрозой исчезновения животных, растений и грибов Рязанской области, сведения о их состоянии и распространении, а также необходимых мерах охраны. Учреждена Постановлением главы Администрации Рязанской области № 203 от 16 апреля 2001 года. Первое региональное издание выпущено в 2001 году (том, посвящённый животным) и 2002 году (грибы и растения).

## Издание
Второе издание Красной книги Рязанской области опубликовано в 2011 году и включает 24 вида млекопитающих, 82 — птиц, 2 — пресмыкающихся, 1 — земноводных, 2 — круглоротых рыб, 11 — костных рыб, 9 — моллюсков, 7 — паукообразных, 143 — насекомых (из них 45 — перепончатокрылые, 6 — чешуекрылые), 8 — папоротникообразных, 3 — плаунообразных (всего 281 вид животных), 12 — моховидных, 21 — грибов, 22 — лишайников.